# Mohamed Douik
 (septembre 2019).
Mohamed Douik, né le 26 juin 1998 à Casablanca est un footballeur marocain qui joue au Raja Club Athletic. Il évolue au poste d'arrière latéral droit ou de milieu de terrain.

## Biographie

### En club

#### Jeunesse et débuts
Mohamed Douik voit le jour le 26 juin 1998 dans la capitale économique du Maroc, Casablanca. Il commence la pratique du football à un très jeune âge dans les ruelles de son quartier jusqu'à ce qu'il décide d'intégrer le centre de formation de son club de cœur, le Raja Club Athletic.
Il passe par toutes les catégories d'âge avant d'atteindre l'équipe espoir en 2016, où il évolue au milieu de terrain ou comme arrière droit.

#### Raja Club Athletic (depuis 2017)
Les performances de Mohamed Douik en équipe espoir ne passent pas inaperçus pour l'entraîneur de l'équipe A Juan Carlos Garrido, qui commence à le convoquer au début de la saison 2017-2018. 
Le 12 décembre 2017, à l'occasion de la 11e journée du championnat contre le DH d'El Jadida, Mohamed fait sa première apparition en match officiel en entrant en jeu à la 85e minute à la place de Mouhcine Iajour, les Verts remportent ce match sur le score de 3-2.
Le 30 décembre, au titre de la 15e journée du championnat contre le Racing AC, il connait sa première titularisation où il est placé au milieu de terrain aux côtés de Abderrahim Achchakir.
Il est parmi les 10 jeunes joueurs sélectionnés par Juan Garrido pour prendre part au camp d'entraînement qui commence le 8 janvier 2018, en guise de préparation pour la phase retour du championnat.
Le 25 novembre au Stade Mohamed V, il entre en jeu à la 83e minute à la place de Lema Mabidi en finale de la coupe de la confédération contre l'AS Vita Club, où les Verts s'imposent sur le score de 3-0 grâce à un but de Mahmoud Benhalib et un doublé de Soufiane Rahimi. Au match retour au Stade des martyrs, il remplace Abdelilah Hafidi en première mi-temps après la blessure de ce dernier. Malgré la défaite 3-1, le Raja est sacré champion de la compétition pour la deuxième fois de son histoire après le titre de 2003.
le 29 mars 2019 Il ne tarde pas à ajouter un autre titre africain à son actif , cette fois au Stade Jassim-bin-Hamad à Doha au compte de la supercoupe d'Afrique, où le Raja bat l’Espérance sportive de Tunis sur le score de 2-1.
Le 12 février 2020, le Raja se déplace à Rabat pour s'opposer à l'AS FAR à l'occasion de la 15e journée du championnat. Il est grièvement blessé en seconde mi-temps après un tacle du défenseur adverse. Les analyses révèlent une rupture des ligaments croisés du genou droit, ce qui nécessite une intervention chirurgicale, signant ainsi la fin de saison du joueur.

### En sélection
Le 18 août 2019, il est présélectionné par l'adjoint Patrice Beaumelle avec le Maroc olympique pour une double confrontation contre l'équipe du Mali olympique comptant pour les qualifications à la Coupe d'Afrique des moins de 23 ans.

## Palmarès
Raja Club Athletic (4)
- Championnat du Maroc
  - Champion en 2020.
  - Vice-champion en 2019.

- Coupe arabe des clubs champions
  - Vainqueur en 2021

- Coupe de la confédération
  - Vainqueur en 2018.
- Supercoupe d'Afrique
  - Vainqueur en 2019.